# Amanses scopas
Poisson-lime balai
Genre
Espèce
Le poisson-lime balai (Amanses scopas) est une espèce de poissons de mer de la famille des Monacanthidae, seul représentant du genre Amanses (monotypique).

## Description
C'est un assez gros monacanthe de couleur brun-gris strié de noir, avec les nageoires jaunes. Il peut atteindre 20 cm de long.

## Habitat et répartition
On trouve ce poisson dans les écosystèmes coralliens de l'océan Indien occidental, notamment les côtes est-africaines, Madagascar et les Mascareignes. Il se rencontre entre 3 et 18 mètres de profondeur.